# Melchior Steiner
Melchior Steiner (* 10. Januar 1630 in Winterthur; † 1690 in Zürich) war Salzhändler und einer der bedeutendsten Kaufmänner der Eidgenossenschaft.

## Leben
Melchior Steiner wurde am 10. Januar 1630 als Sohn von Hans Steiner, Schultheiss von Winterthur und Salzhändler, und Katharina Meier geboren. Er absolvierte seine Ausbildung im väterlichen Salzgeschäft, bevor er sich selbstständig machte. In der Selbstständigkeit wurde er schon bald zu einem bedeutenden Kaufmann und schaffte es 1655 in Zusammenarbeit mit einem Bruder Hans Georg und dem Salzfaktor Martin Rader aus Lindau ein auf drei Jahre befristetes Monopol für den Salzhandel zwischen der Schweiz, Süddeutschland und dem Hof von Innsbruck zu erlangen. Dieses Monopol war der Zürcher Regierung jedoch ein Dorn im Auge, da das Salzgeschäft auch für den Staat gute Gewinne versprach und auch die Preiskontrolle in privater Hand bei einem wichtigen Gut wie dem Salz passte der Obrigkeit nicht.
Trotz vielfältigen Versuchen von Zürcher Seite (sowie auch von Luzern und Unterwalden) her nach Ablauf des dreijährigen Vertrages Steiner aus dem Salzhandel zu verdrängen, gelang dies der Regierung nicht, da wohl Steiner die wesentlich besseren Kontakte als der Staat besass. Im Jahr 1664 schaffte er es in Zusammenarbeit mit dem Salzfaktor Wachter von Memmingen erneut einen Monopolvertrag zu schliessen, diesmal sogar für zehn Jahre. Nach Abschluss dieses Vertrags zog Steiner nach Basel, wo er Einfluss auf den burgundischen und lothringischen Salzhandel gewinnen wollte und im Jahr 1671 mit Bayern ein Monopolabkommen unterzeichnete. 1672 erreichte sein Monopol schliesslich den Höhepunkt, indem er als Spitze einer Handelsgemeinschaft den Salzhandel der Schweiz und Süddeutschland kontrollierte. Steiner drückte die Preise des Salzes immer mehr, indem er Transportkosten senkte, Zwischenhändler ausschaltete und auch Zollstationen umging, und setzte damit auch die staatlichen Preise – u. a. Zürich, das eigentlich das Salzmonopol für sich beanspruchte – immer stärker unter Druck. Zürich waren viele Mittel recht um Steiner zu bodigen. So versuchte man, ihm durch wirtschaftliche Massnahmen, lügnerische Propaganda und sogar durch Verhaftung das Salzmonopol zu entreissen. Diesen Versuchen konnte Steiner lange entkommen, bis er schliesslich 1676 Konkurs ging, da der Staat mehr Geld in diesem Kampf aufbringen konnte. So konnte Zürich schliesslich das Salzabkommen mit Innsbruck übernehmen.
Nach seinem Konkurs versuchte er nochmals in Bichwil im Toggenburg eine Gold- und Silberdrahtfabrik aufzubauen, jedoch ohne Erfolg. Er wurde sogar von der Zürcher Obrigkeit für «verrückt» erklärt und in einem Spital in Zürich interniert. Nach seinem Ableben 1690 wurde Steiner in Töss, ausserhalb seiner Heimatstadt, beigesetzt.
Seine beiden Söhne Johann und Hans Georg wurden später beide Schultheisse in Winterthur.